# チャイニーズリング
チャイニーズリング (Chinese ring) は、古典的な知恵の輪の一種である。9個の環から成るバリエーションに由来する「九連環(きゅうれんかん)」の称が古くから著名であるため、その名で総称されることもあるが、数学パズルとしては、手数の総数が指数的に増減するだけで、環の数によるパズルの構造的な変化は無い。9個では手数がかなり多くなり試行錯誤では全く解けないかもしれないためか、よく見られるものや、数理的に同じ構造を持つ市販パズル（レバーの向きを変えるものなど、多種ある）等では、要素数を5〜6個程度としたものが多い。

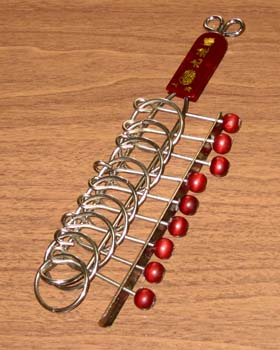
チャイニーズリング

## 構造
金属製の輪が順につながった形をしている。それに針金の細長い輪をさしいれ、根本までからませている。
はずすときは、すべての輪をはずして、本体と細長い輪が分離された状態にする(写真参照)。
根元の方の輪をはずす(かける)ためには、先の方の輪をかけたりはずしたりしなければならない。
具体的には、はずす(かける)輪の1つ先の輪のみ針金にかけられている状態にする必要がある。
例えば、第9輪をかける為には第8輪をかけ、第1～7輪を全て外す必要がある。
つまり、第1～n輪を全てかける作業は、第1～n-1輪まで全てかけて、第1～n-2輪まで全てはずし、
第n輪をかけて、第1～n-2輪まで全てかけ直す、となる。
はずす時の作業はかける時の作業を逆にするものとなる。
これにより、はずす(かける)ための作業数f(n)は輪の個数nに対して、以下の関係が導かれる：
{\displaystyle f(n)=f(n-1)+2f(n-2)+1}　　{\displaystyle (n\geq 3)}
そして、一般的なf(n)とn関係は
nが奇数の場合、
{\displaystyle f(n)={\frac {2^{n+1}-1}{3}}}
nが偶数の場合、
{\displaystyle f(n)={\frac {2^{n+1}-2}{3}}}
となる。つまり、輪が1個増えるごとに作業量が約2倍になり、
輪が9個の場合の作業数は341となる。

## 商品
知恵の輪の一種として市販されている。「九連環」という名前は輪が9個のもので、それが代名詞的ではあるのだが、9個では手数が少々多く、5個前後のものも多い。逆にもっと多い、11個や13個のもの、さらに多いものも存在する。
輪が5個の商品

## 歴史
チャイニーズリングは、もっとも古い種類の知恵の輪と考えられている。
『戦国策』には、「秦の昭王が斉国に玉連環を贈った」という記述が出てくる。確証はないがこの「玉連環」が、「九連環」と同種のものであるといわれている。
一方では九連環は、「諸葛亮が、妻の無聊を慰めるために考案した」という伝説もある。
イタリアの数学者カルダーノが1550年に書いた本でチャイニーズリングを論じている。なおイタリアではチャイニーズリングを「カルダノの輪」と呼んでいる。
チャイニーズリングは、錠前の一種として、財布の留め金に用いられたという。『蘭学事始』の上之巻のなかほどに、平賀源内らがカピタン（オランダ商館長）に会ったとき、知恵の輪付の金袋を出され、他の者らは皆てこずるが、源内は解いてみせたという話が載っている。

「この口試みに明け給ふべし、あけたる人に参らすべしといへり。その口は智惠の輪にしたるものなり。座客次第に傳へさまざま工夫すれども、誰も開き兼ねたり。遂に末座の源内に至れり。源内これを手に取り暫く考え居しが、たちまち口を開き出せり。」(『蘭学事始』より)

このときの袋に付いていた知恵の輪はチャイニーズリングであろうと思われる。
和算家の会田安明は、数え年で9歳の時九連環を解いたと自伝『自在物談』に書き残している。

## 注
1. ↑  なお、菊池寛『蘭学事始』では、若干の脚色をまじえ、このエピソードを冒頭にもってきている。